# Longages
Longages là một xã thuộc tỉnh Haute-Garonne trong vùng Occitanie tây nam nước Pháp. Xã này nằm ở khu vực có độ cao trung bình 194 mét trên mực nước biển.
Lâu đài Sainte-Marie xây nửa sau thế kỷ 16 và được trùng tu vào thế kỷ 19 đã được Bộ Văn hóa Pháp xếp hạng vào danh sách di tích lịch sử.